# Кермеж
Кермеж — река в России, протекает в Пижанском районе Кировской области. Устье реки находится в 7,6 км по левому берегу реки Иж. Длина реки составляет 15 км.
Исток реки в 19 км к северо-западу от посёлка Пижанка на границе с Тужинским районом. Река течёт на северо-восток параллельно Малому Кермежу и Змеевке. На реке располагаются деревни Лом-Комары и Павлово. Ниже последнего Кермеж впадает в Иж.

## Данные водного реестра
По данным государственного водного реестра России относится к Камскому бассейновому округу, водохозяйственный участок реки — Вятка от города Котельнич до водомерного поста посёлка городского типа Аркуль, речной подбассейн реки — Вятка. Речной бассейн реки — Кама.
Код объекта в государственном водном реестре — 10010300412111100037228.